# Gravisca
Gravisca (oggi nota anche come Porto Clementino) è un'area archeologica situata nel comune di Tarquinia, in provincia di Viterbo, nel Lazio. Gravisca, nota in lingua latina anche come Grauisca, o Graviscae, fu un fiorente porto etrusco, legato ai commerci con il Mediterraneo orientale; dopo la conquista romana, divenne una colonia marittima vitale fino alla distruzione, durante le invasioni barbariche del V secolo. 

## Storia
Le prime tracce di insediamento umano nell'area di Gravisca sono databili al VI secolo a.C., periodo in cui sorse nella zona il porto etrusco dell'importante città di Tarquinia, situata alcuni chilometri nell'entroterra. Probabilmente in questo periodo venne fondato un santuario emporico greco, notevole centro religioso internazionale dedicato a tre divinità femminili: Era, Afrodite e Demetra. Il santuario rimase attivo fino alla conquista romana dell'Etruria meridionale, avvenuta attorno al 281 a.C.
Nel 181 a.C., sui resti dell'abitato etrusco in abbandono, i Romani fondarono una colonia maritima civium Romanorum con il nome di Gravisca:
(Tito Livio, Ab Urbe condita libri, XL, 29.)
L'abitato, che si sviluppava per una superficie di 6 ettari, venne strutturato secondo la classica impostazione dei castra romana, con strade rigorosamente ortogonali tra loro disposte in direzione E-O.
Nel 408 i Visigoti di Alarico in transito lungo la costa misero a sacco la colonia, che da allora andò spopolandosi definitivamente. A questo periodo risale il tesoretto di 147 solidi aurei, risalenti ai regni di Valentiniano I, Valentiniano II, Onorio, Arcadio e Teodosio, rinvenuti nascosti nel cortile di una domus patrizia. Claudio Rutilio Namaziano, nel De reditu suo, da una descrizione di Gravisca come si presentava dopo il sacco visigoto, verso la metà del V secolo:
(Claudio Rutilio Namaziano, De reditu suo, libro I vv. 281-284.)
Nel 1449, e poi nel 1461, presso l'antica Gravisca venne riaperto un porto, distrutto dalla flotta napoletana nel 1481 durante la guerra tra papa Sisto IV e Ferrante d'Aragona. Il porto di Corneto venne nuovamente fondato da papa Clemente XII nel 1738, tanto che prese nome di Porto Clementino; ulteriori lavori furono promossi da papa Benedetto XIV. Il porto di Tarquinia venne definitivamente distrutto dall'esercito tedesco durante la seconda guerra mondiale.

## Resti archeologici
Gli scavi archeologici più intensi presso Gravisca sono stati compiuti tra il 1969 ed il 1979, e hanno permesso di riportare alla luce gran parte dell'antica colonia romana e di conoscere la conformazione dell'insediamento etrusco.
La scoperta più importante è stata quella del santuario emporico greco. Questo santuario venne fondato tra il 600 a.C. ed il 580 a.C. e assunse in breve le funzioni di emporion, ovvero di centro di scambi commerciali con funzioni anche religiose. Vi erano venerate Era, Afrodite e Demetra nei loro equivalenti etruschi: rispettivamente Ura, Vei e Tura. La struttura originaria del santuario era a pianta quadrata delle dimensioni di 25 x 25 metri; solo tra il 480 a.C. ed il 470 a.C. il santuario venne ampliato e trasformato con una struttura rettangolare di 27 x 15 metri, anticipata da una piazza.
Tra i reperti maggiormente significativi rinvenuti nel santuario, c'è sicuramente il kantharos di Exechias, pregevole ceramica attica del VI secolo a.C., assieme ad una dedica ad Apollo Egineta fatta dal mercante Sostratos di Egina, che testimonia quanto i contatti con il Mediterraneo orientale e con il mondo greco fossero vivi.
Oltre alle numerose ceramiche attiche rinvenute presso il santuario, è stata rinvenuta una domus patrizia di età imperiale, dotata di piccolo impianto termale, presso il cui cortile è stato trovato il tesoretto di 147 solidi del V secolo, nascosti durante le invasioni barbariche.

## Il santuario e le feste di Adone
Adone (mitologia) deriva dal termine semitico "dn" (Signore) ed è Esiodo il primo che lo ricorda come testimone dei remoti ambienti fenici. Secondo la leggenda Teia, re di Siria, offese Afrodite giudicando sua figlia Mirra più bella della dea. Afrodite, offesa, scagliò una maledizione contro la giovane che si innamorò del padre, riuscendo con l'inganno ad avere rapporti sessuali. Teia, una volta accortosi del tradimento, inseguì Mirra per ucciderla, ma questa fu trasformata in mirra, dalla quale nacque Adone. Il giovane aveva un tale fascino da stregare anche Afrodite che, preoccupata per l'incolumità dell'amato, lo mandò da Persefone. Quando però giunse il momento di restituirlo, Persefone lo volle tenere per sé. Nacque così una disputa fra le due dee, messe a tacere dal giudizio di Zeus, ordinando al ragazzo di passare un terzo dell'anno (estate)con Afrodite, un terzo (inverno) con Persefone ed il restante con una persona a sua scelta.
Del dio molte sono le raffigurazioni dell'atto amoroso con Afrodite, più rare le monete, mentre unica è la raffigurazione fittile di Tuscania: Adone morente. Le feste in onore di Adone (Adonie) si celebravano il 23 luglio, nei giorni della canicola, e si suddividevano in tre parti: nascita del dio, ierogamia con Afrodite e morte di Adone. Costante è la presenza nelle pitture vascolari della scala, che sta a sottolineare la salita del giovane alla stanza della dea, dove si sarebbe consumata l'unione tra i due. Di particolare importanza erano anche i κήποι, "giardini di Adone" che venivano prima posti sulla stoà e poi scaraventati in mare insieme all'effigie del dio, seguiti da lamenti funebri (Ἀδωνιασμός), causati dalla sofferenza per la perdita del giovane. Gli spazi in cui prendevano forma le Adonie (tra il IV-V secolo a.C.) sono tre: il giardino dove si coltivava l'insalata irrigata tramite l'ausilio di un pozzo, la stoà, sul cui tetto le donne collocavano i "giardini", e il "purgos", edificio rialzato dove era allestito, nella parte superiore, il θάλαμος e la finestra dove si affacciava la dea per annunciare la morte del giovane (παράκυπτοὒσα).